# 그녀들
《그녀들》은 2021년 12월 3일에 방영한 《KBS 드라마 스페셜 2021》 시리즈 중 여섯 번째 작품이다.

## 줄거리
세자빈 봉선이 무려 7년 만에 세손을 회임했다는 소식이 궁궐에 퍼졌다. 그 날 우연히 나인 소쌍은, 세자의 후궁 권민과 최상궁은 앙심을 품고 세자빈을 유산시킬 거라는 비밀스러운 대화를 엿듣게 되고, 두려움에 입을 다물게 된다.
그날 밤 소쌍은 승휘에게 겸사복 용현과의 밀회를 들키게 되자, 자신을 지키기 위한 방패로 엿들은 대화 내용을 읊는다. 결국 소쌍은 믿을만한 심복이 되겠다는 맹세하였고, 곧 그것은 권민의 작전이 된다. 다음 날, 빈궁전으로 출근하는 소쌍의 손에는 유산 유도하는 약제가 들려있다. 소쌍은 세자빈의 아이를 유산시켜야만 비로소 궁에 남을 수 있다.

## 등장 인물

### 주요 인물
- 김새론 : 소쌍 역 - 궁 생활 14년 차 나인
- 정다은 : 봉선 역 - 궁 생활 7년 차 세자빈
- 서은영 : 권민 역 - 궁 생활 5년 차 승휘 (세자의 후궁, 내명부 종4품)

### 그 외 인물
- 이하영 : 단지 역
- 이채경 : 최상궁 역
- 최희진 : 임상궁 역
- 박신우 : 용천 역
- 현명해 : 박나인 역

### 특별출연
- 정용화